# Death from Above 1979
Death from Above 1979 е канадско денс-пънк дуо от Торонто.
Групата е съставена от Джеси Ф. Кийлър, свирещ на бас китара, синтезатори и изпълняващ беквокалите, и Себастиън Грейнджър, който е вокалист и барабанист. Без наличието на водещ китарист двата свирят шумен, вдъхновен от хевиметъла денс-пънк, създаван единствено чрез бас китара и барабани. В Канада те са издавани от Last Gang Records, в САЩ от Vice Records, а във Великобритания от 679 Recordings.
Въпреки че се смята, че двамата са се запознали на концерт на Sonic Youth, Кийлър и Грейнджър на шега твърдят, че са се срещнали в затвора, на пиратски кораб или в гей бар, което е подвеждало журналисти и техни фенове да вярват на тези твърдения. Двамата също така твърдят, че са живели известно време в погребален дом.
През 2005 г. видеото към песента „Blood On Our Hands“ печели наградата VideoFACT на наградите на MuchMusic.
На 4 август 2006 г. чрез официалната страница на дуото Джеси Кийлът обявява разпадането на Death from Above 1979.

## Наименование
Първоначално дуото се казва Death from Above. Под това име те издават дебютното си едноименно EP. Групата се принуждава да промени името си след съдебен спор със звукозаписната компания DFA Records от Ню Йорк. Оказва се, че Джеймс Мърфи, който е към този лейбъл, преди да започне да работи под името LCD Soundsystem e творил под псевдонима Death from Above, но след атаките в Ню Йорк от 11 септември 2001 г. го променя.
Причината за избора на наглед случайната 1979 година е, че това е рождената година на Себастиън Грейнджър. От гледна точка на Себастиен това е годината:
| “ | 1979 is the year of my birth, 1979 is the year of Off the Wall, 1979 is the year of Pleasure Principle, 1979 is the last year of the last cool decade, 1979 is scratched into my arm, 1979 is scratched into my fucking arm. | ” |

## Разпадене
На 3 август 2006 г. дуото Death from Above 1979 официално се разпада. Във форума на страницата на групата Джеси Ф. Кийлър помества следното съобщение:
| “                 | Знам, че мина доста време откакто писах последно. Сигурен съм, че много от вас предполагат, че групата няма да е бъде щом нямаме никакви шоута, нямаме работа по нов албум и т.н.. така. Исках да ви кажа, че вашите предположения са верни. Решихме да спрем да се занимаваме с групата.... Впрочем това го решихме още преди година. Приключихме предвиденото си турне, защото има добри хора, които работеха за нас и които разчитаха на това да изкараме им прехраната и да купим коледните подаръци и да платим наемите и т.н. Просто нямаше начин да отменим турнето и да оставим тези хора с празни ръце... Плюс това мисля, че ни се искаше да видим дали няма да преосмислим нещата след като тръгнем на път. Нашият лейбъл наистина се надяваше, че ще променим мнението си и затова в началото ни помолиха да си мълчим за това решение. Ами, мина известно време и ние все още вярваме, че групата повече няма да я бъде, така че вярвам е време да се каже нещо. (...) | ” |
| —Джеси Ф. Кийлър, | |   |

По време на свое участие в телевизионната програма The New Music по MuchMusic, Кийлър обяснява защо групата се е разпаднала. Според него това е станало поради множеството професионални и лични несъгласия с другия член Себастиън Грейнджър.

## Дискография
- Албуми

„You're a Woman, I'm a Machine“ (26 октомври 2004)
- Ремикс албуми

„Romance Bloody Romance: Remixes & B-Sides“ (18 октомври 2005)
- EP-та

„Heads Up“ (15 декември 2002)
„Romantic Rights“ (13 април 2004)
„Live Session (iTunes Exclusive)“ (12 юли 2005)
- Сингли

„Romantic Rights“ (4 ноември 2004) #57 UK
„Blood on Our Hands“ (17 февруари 2005) #33 UK
„Black History Month“ (13 юни 2005) #48 UK
- Видеография

„Romantic Rights“
„Blood on Our Hands“
„Black History Month“
„Pull Out“
„Sexy Results“ (MSTRKRFT Edition)